# Carlos Eduardo Reina
Carlos Eduardo Reina García (Comayagüela, 14 de octubre de 1970) es un político y empresario hondureño. Secretario del Poder Popular del Partido Libertad y Refundación.
Precandidato a la presidencia por el Partido Libertad y Refundación para las elecciones internas de marzo de 2021, representando a la 'Nueva Corriente' de dicho partido.

## Biografía
Carlos Eduardo Reina García nació en Comayagüela, 14 de octubre de 1970. Hijo menor del matrimonio de Jorge Arturo Reina Idiáquez y Alicia García López, heredero de uno de los clanes más importantes de la izquierda y del liberalismo hondureño, cuarta generación de una histórica familia inmersa en la política.
Desde su tío bisabuelo, José María Reina; su bisabuelo, Antonio Reina Bustillo; su abuelo, Antonio Reina Castro; su tío Carlos Roberto Reina y su papá, Jorge Arturo Reina; Carlos Eduardo forma parte de la cuarta generación de políticos en su familia.

## Educación y vida política
Realizó sus estudios en el Instituto Salesiano San Miguel, logrando su título de Bachiller en Ciencias y Letras en el Instituto Maria Montessori. Estudió el idioma inglés en Louisiana State University (LSU) en la ciudad de Baton Rouge en 1992, en Estados Unidos; estudios en la carrera de Derecho en la UNAH y Ciencias Políticas en la Universidad Complutense de Madrid, España. También estudió Desarrollo Nacional en la Academia Fu Hsing Kang de Taipéi, República de Taiwán, curso del cual se graduó con honores ganando la medalla de oro.
Desde muy joven participa en la arena política; en la candidatura en 1987 de su padre, Jorge Arturo Reina. Luego como encargado del sector de la colonia Los Laureles en la campaña primaria de Carlos Roberto Flores Facusse, candidato de la Alianza Flores–Reina–Maradiaga en 1988 y la campaña presidencial de 1989. Más adelante como Sub-coordinador de campaña Presidencial de Beto Reina en los municipios de El Porvenir y San Ignacio, Francisco Morazán, en 1993.
En 2009, durante la resistencia al golpe de Estado, Carlos Eduardo Reina fundó Liberales en Resistencia, para hacer frente al gobierno de facto desde las calles.
En 2012 se unió al Partido Libertad y Refundación, rompiendo así una tradición centenaria de liberales en su familia.